# Gabrielle Bidencap
Gabrielle Bidencap, född 1877, död 1913, var en svensk opera- och operettsångerska (sopran).
Bidencap bedrev efter avlagd studentexamen 1894 sångstudier i Stockholm och Köpenhamn och debuterade 1897 på Kungliga Teatern som Helena i Mefistofeles. Hon var därefter anställd hos Albert Ranft 1898–1899, Hjalmar Selander 1899–1901 och Anna Hoffman-Uddgren 1901–1902. Efter att ha varit knuten till Nationaltheatret och Fahlstrøms teater i Kristiania fick honom genom professor Emmerich i Berlins förmedling engagemang vid operan i Riga, där hon bland annat framträdde som Brynhilde i Valkyrian, Valentine i Hugenotterna och Carmen.
Åren 1905–1909 gästspelade Bidencap hos Axel Lindblad, Karin Swanström och Anton Salmson. Hon hade då framgångar som Boccaccio, Farinelli, Sköna Helena, Storhertiginnan av Gerolstein, Simon Rymanovicz i Tiggarstudenten, Danilo i Glada änkan och Cleopatra i Trollkarlen vid Nilen.

## Teater

### Roller i urval
| År   | Roll        | Produktion                                          | Regi | Teater      |
| ---- | ----------- | --------------------------------------------------- | ---- | ----------- |
| 1898 | Mabel Grant | Geishan Sidney Jones, Owen Hall och Harry Greenbank |      | Vasateatern |